# 符遡中
符遡中（？—1646年），號昉初，江西臨江府新喻县人，明末清初政治人物，同进士出身。

## 生平
崇祯九年（1636年）丙子科江西鄉試第七十五名舉人，十年（1637年）登丁丑科會試第二百四十五名，廷試三甲第一百九十四名进士。兵部觀政，十一年授旌德知县，十三年考察，十五年補浙江按察司知事，本年升德清知縣，丁憂。
後任廣東提学副使，回鄉時寓居赣州，隆武二年（1646年）十月清軍金声桓部攻陷赣州，进行屠城，符遡中及其兄述中等众多明官死于其中。

## 家族
曾祖符省曾，廪生；祖符立德；父符大浩。